# 下院非米活動委員会
下院非米活動委員会（かいんひべいかつどういいんかい、House Committee on Un-American Activities、HUAC）は、かつて存在したアメリカ合衆国下院の特別委員会。冷戦時代、いわゆる「赤狩り」の舞台となった。

## 概要

### 起源
第一次世界大戦末期の1918年9月、当時の敵国だったドイツ帝国やロシア革命後の共産主義（ボリシェヴィキ）運動を監視するために設立された「オーヴァーマン委員会」(en) を起源に持ち、1938年に、国内の破壊活動を調査する目的で特別委員会として発足。

### 赤狩り
はじめは国内のファシスト摘発が目的で、1941年にはアメリカ国内でドイツとの関係が深く反ユダヤ主義を唱えていた「ドイツ系アメリカ人協会」を解散させた、1945年に常任委員会となる。第二次世界大戦終結後に米ソ冷戦が開始されると、その監視・告発対象は共産主義団体やその協力者へと移行し、ローゼンバーグ事件なども担当した。
ジョセフ・マッカーシー上院議員がアメリカ国務省内のスパイの存在を指摘し、マッカーシズムが台頭すると「赤狩り」の主要な舞台となった。これにより連邦政府職員だけでなく、作家、芸術家、俳優など多くの民間人もスパイ容疑をかけられ、共産主義者のレッテルを貼られることになった。しかし、マッカーシーの失脚と共にその権威は失墜し、1959年には赤狩り当時の大統領だったハリー・トルーマンに「今日、この国で最も非米的な物」と批判された。

### 廃止
1960年にはカリフォルニア州サンフランシスコで、カリフォルニア大学バークレー校の学生等による「暴動」を警官隊が鎮圧した事件について公聴会を行ったが、これに対してバークレー校の学生や一部の教授陣は反発し、その後のフリースピーチ・ムーブメント(en) につながった。1960年代を通じても非米活動委員会の権威失墜は止まらず、上記の通り1969年に国内治安委員会へと改称された後、1975年に廃止された。その管轄事項は司法委員会へ継承された。